# 紫溟吟社
紫溟吟社（しめいぎんしゃ）は、明治時代に熊本県熊本市を拠点に活動した俳句結社。

## 概要
1898年（明治31年）10月2日、当時、正岡子規、高浜虚子らと共に有力な俳人の一人で、第五高等学校教授を務めていた夏目漱石を主宰として、五高の学生であった寺田寅彦、蒲生紫川、厨川千江、早川草江らと校外の有志である池松迂巷らが熊本で興した新派俳句会であった。命名については、厨川千江と蒲生紫川によって「紫溟吟社」と命名されたとする説と、厨川千江と坂元雪鳥が考案したものとする説があり、はっきりしない。
漱石がイギリス留学のため熊本を去り、また五高生が進学などで熊本を離れた後、しばらくは五高外の同人である池松、渋川玄耳、広瀬楚雨、川瀬六走らによって支えられた。同社の機関誌『銀杏』（いちょう）は渋川らが中心となって発行されたが、1902年（明治35年）の第11号をもって休刊した。同人が進学などで各地へ散り散りになったり、戦地へ赴いたりした結果、次第に会の活動も停止へ向かった。
はじめは五高の生徒を中心とした結社だったが、池松迂港、渋川玄耳、川瀬六走らが会員となり、『九州日日新聞』『九州新聞』に会員の俳句が掲載されるようになり、熊本の俳壇に新派俳句をもたらしたと評価される。

## 紫溟
社名の紫溟（しめい）とは、筑紫の海に由来し、有明海のことを指す。